# Li Man
Li Man (en chino simplificado, 李曼, 4 de junio de 1988) es una actriz china, reconocida principalmente por su participación en la película de Zhang Yimou La maldición de la flor dorada (2006), con la que obtuvo reconocimiento internacional. Estudió en la prestigiosa Academia Central de Drama.

## Filmografía

### Cine
| Año  | Título internacional           | Título original | Papel        |
| ---- | ------------------------------ | --------------- | ------------ |
| 2006 | La maldición de la flor dorada | 满城尽带黄金甲  | Jiang Chan   |
| 2010 | Lost on Journey                | 人在囧途        | Man Ni       |
| 2011 | The Winner Takes It All        | 鬼脸儿杜兴      | Lei Sanniang |
| 2012 | The Locked Door                | 女人如花        | Xu Jiao      |
| 2016 | A Busy Night                   | 情况不妙        |              |
| 2017 | A Blockbuster Hit              | 惊天大翻盘      | Shi Rong     |

### Televisión
| Año  | Título internacional                     | Título original              | Papel         |
| ---- | ---------------------------------------- | ---------------------------- | ------------- |
| 2007 | Modern Youth                             | 梦幻天堂                     | Sun Lingyi    |
| 2008 | The Shaolin Warriors                     | 少林僧兵                     | Hideko        |
| 2008 |                                          | 美丽的南方                   | Lin Xiaoxia   |
| 2009 | River City Order                         | 江城令                       | He Li         |
| 2010 |                                          | 孽缘                         | Wang Mei      |
| 2011 | The Legend of the Twelve Chinese Zodiacs | 十二生肖傳奇                 | Xue Ling      |
| 2011 | Black Fox                                | 黑狐                         | Yu Mei        |
| 2012 | Palace II                                | 宫锁珠帘                     | Jingiya Xiuli |
| 2012 | Cherry Color                             | 血色樱花                     | Shen Ruhua    |
| 2012 |                                          | 博弈                         | Bi Jiaqi      |
| 2013 | Romance of Tang′ Kongfu                  | 唐朝浪漫英雄                 | Wen Tian'er   |
| 2013 | The Colors of Youth                      | 等待绽放                     | Qin Bing      |
| 2014 |                                          | 血色迷情                     | Jin Zi        |
| 2014 | Moment in Peking                         | 新京华烟云                   | Niu Suyun     |
| 2014 |                                          | 汉阳造                       | Jiang Xue     |
| 2014 |                                          | 怒放                         | Luo Mai       |
| 2016 | Don't Go Breaking My Heart               | 致单身男女                   | Ma Chunfang   |
| 2016 | War and Peace                            | 大世界                       | Huang Yingyin |
| 2016 | Mom's Love Luck                          | 老妈的桃花运                 | Shi Ru        |
| 2016 | The Spirit of Soldiers                   | 铁血军魂                     | Shu Juan      |
| 2018 | The Destiny of White Snake               | 天乩之白蛇传说               | Xiao Qing     |
| 2019 | The Lost Tomb II: Explore with the Note  | 盗墓笔记Ⅱ: 怒海潜沙&秦岭神树 | A'ning        |
| 2020 | Autumn Cicada                            | 秋蝉                         | He Ying       |
| 2020 |                                          | 封神之天启                   | Ling Xiao     |
| 2020 | Son of Hero                              | 惊天岳雷                     | Xia Yunfei    |
| 2020 | No Marriage                              | 不婚                         | Tang Ningjie  |